# عمرلي
عُمرلي (بالتركية: Ömerli)‏ أو أمارة (بالكردية: ئامەرا)‏ أو عُمرلو، هي قرية تقع في مديرية خلفتي بِمُحافظة أورفة جنوب شرق الأناضول. قُدِّر عدد سُكَّانها سنة 2010م بِقُرابة 582 نسمة، مُعظمهم من الكُرد. كثيرٌ من أهل هذه القرية هاجروا إلى ألمانيا سعيًا وراء فُرص عملٍ أفضل.
القرية مسقط رأس عبد الله أوجلان، مُؤسس حزب العُمَّال الكُردستاني، وفيها يحتفلُ أنصاره سنويًّا بذكرى ميلاده. من الأحداث البارزة التي وقعت فيها: الاشتباكات بين قوى الأمن التُركيَّة والمُتظاهرون الأكراد يوم 4 نيسان (أبريل) 2009م، حينما زحف قُرابة ثلاثة آلاف شخص إلى القرية لِلمُشاركة بالذكرى الستين لميلاد أوجلان، فوقعت إشكالات بينهم وبين قوى الأمن المذكورة كان من نتيجتها مصرع رجُلين. وفي 31 آذار (مارس) 2019م، جرت في القرية انتخاباتٌ بلديَّة فاز فيها مُرشَّح حزب العدالة والتنمية حُسام الدين التنونطاغ (بالتركية: Hüsamettin Altındağ)‏ بِمنصب العمادة.

## الإحصاء السُكَّاني
| السنة | النُفُوس |
| ----- | ------ |
| 2010  | 578    |
| 2000  | 511    |
| 1990  | 620    |
| 1985  | 655    |